# Półwysep Hayesa
Półwysep Hayesa (duń. Hayes Halvø) – półwysep Grenlandii w północnej części jej zachodniego wybrzeża. Obejmuje on Ziemię Inglefielda, na której leży najdalej na zachód wysunięty punkt Grenlandii, przylądek Alexander (gren. Ullersuaq). Od wschodu przylega do niego Ziemia Knuda Rasmussena. Od północnego zachodu półwysep oblewają wody Cieśniny Smitha, a od południa Zatoka Melville’a, część Morza Baffina.
Administracyjnie obejmuje go gmina Qaasuitsup. Leży na nim miasto Qaanaaq, niewielkie osady takie jak Savissivik, oraz baza lotnicza Thule. Półwysep ten został nazwany na cześć amerykańskiego badacza Arktyki, Isaaca Hayesa.